# نادي بودروم
نادي بودروم لكرة القدم نادي كرة قدم محترف تركي يقع في بودروم.